# Advance Australia Fair

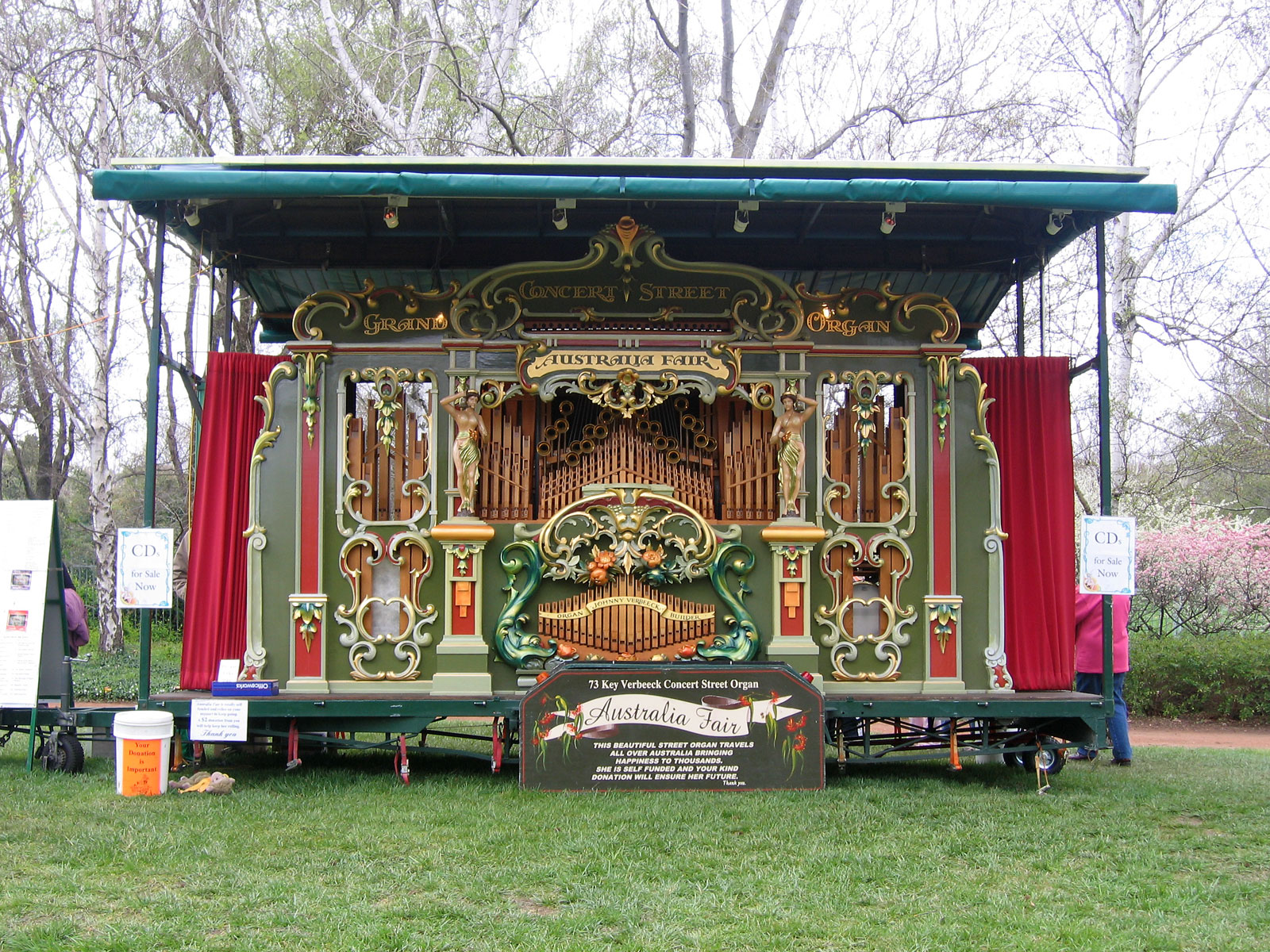
Stand australiano per suonare l'inno nazionale

Advance Australia Fair (Incedi, bella Australia) è l'inno nazionale ufficiale dell'Australia.
È tra i simboli nazionali dell'Australia, a fianco di God Save the King che, dal 30 novembre 1984, lo affianca come "inno reale".

## Origine e storia della canzone
Peter Dodds McCormick, britannico, compose Advance Australia Fair con lo pseudonimo di "Amicus" ("amico" in latino). Venne eseguito per la prima volta a Sydney il giorno di Sant'Andrea, il 30 novembre 1878. Immediatamente la canzone divenne molto popolare e una sua versione modificata fu cantata da un coro di 10000 persone il 1º gennaio 1901 per la fondazione del Commonwealth of Australia. Nel 1907 il governo australiano premiò McCormick per la sua opera con 100 sterline.
In seguito la canzone fu usata di frequente all'inizio e alla fine di cerimonie ufficiali ma in modo non ufficiale, infatti solo il God Save the King o God Save the Queen era l'inno ufficiale dell'Australia in quanto parte dell'Impero britannico. Nel 1973 il governo Whitlam decise che il paese aveva bisogno di un proprio inno (come detto sopra quello in vigore era God Save the Queen) e l'Australia Council for the Arts organizzò un concorso per trovare una canzone adatta. Tuttavia nessuna delle nuove canzoni presentate fu ritenuta valida, e così l'associazione suggerì tre opzioni: Waltzing Matilda, Song of Australia e Advance Australia Fair.
Quest'ultima fu la scelta più gettonata anche in un sondaggio tenuto nel 1974. Nel 1977 si tenne un referendum, e Advance Australia Fair vinse con il 43,29% dei voti. Waltzing Matilda ottenne il 28,28% e Song of Australia il 9,65%. God Save the Queen arrivò al 18,78% delle preferenze. Fu quindi così che nel 1977 l'Australia adottò un proprio inno nazionale, declassando God Save the Queen a inno reale suonato quindi in presenza del Sovrano, qualche membro della famiglia reale o in commemorazioni particolare (prima e seconda guerra mondiale ad esempio).
Nel 1984, infine, il primo e terzo verso della canzone, con un testo modificato, furono adottati come inno. Il testo però è stato modificato. Sono stati eliminati i numerosi riferimenti alla Gran Bretagna, mentre le espressioni maschili sono state riformulate in modo neutro. Per esempio "Australia's sons", "figli maschi d'Australia", è diventato "Australians", "australiani", plurale che in lingua inglese vale sia per gli uomini che per le donne.
Anche se i diritti di McCormick scaddero nel 1916 con la morte dell'autore, lo Stato australiano possiede il copyright della versione della canzone, che è stata proclamata ufficialmente inno; pertanto serve un permesso per l'uso della canzone a fini commerciali. A partire dal 1º gennaio 2021 è stata adottata una modifica del primo verso dell'inno: da "Australians all let us rejoice, for we are young and free" a "Australians all let us rejoice, for we are one and free". Ciò con il fine di includere nel testo la millenaria storia degli aborigeni.

## Testo ufficiale in lingua inglese
Australians all let us rejoice,
For we are one and free;
We've golden soil and wealth for toil,
Our home is girt by sea;
Our land abounds in Nature's gifts
Of beauty rich and rare;
In history's page, let every stage
Advance Australia fair!
In joyful strains then let us sing,
"Advance Australia fair!"
Beneath our radiant southern Cross,
We'll toil with hearts and hands;
To make this Commonwealth of ours
Renowned of all the lands;
For those who've come across the seas
We've boundless plains to share;
With courage let us all combine
To advance Australia fair.
In joyful strains then let us sing
"Advance Australia fair!"

## Testo ufficiale in italiano
Australiani gioiamo,
Poiché siamo uniti (un popolo) e liberi;
Abbiamo il suolo d'oro e la ricchezza per fatica,
La nostra patria è circondata dal mare;
Il nostro paese abbonda dei doni della natura,
Di una bellezza ricca e rara;
Nella pagina di storia, che ogni fase,
Promuova la bella Australia
Così nei toni gioiosi, cantiamo,
"Avanza, bella Australia!"
Sotto la nostra lucente Croce del Sud,
Lavoreremo alacremente con il cuore e le mani;
Per fare Nostro questo Commonwealth,
Farlo importante fra tutti gli Stati;
Per coloro che sono venuti attraverso i mari,
Abbiamo illimitate pianure da condividere;
Con coraggio lasciateci collaborare,
Per promuovere la bella Australia;
Così nei toni gioiosi, cantiamo,
"Avanza, bella Australia!"

## Testo originale di Dodds McCormick
Australia's sons let us rejoice,
For we are one and free;
We've golden soil and wealth for toil,
Our home is girt by sea;
Our land abounds in Nature's gifts
Of beauty rich and rare;
In history's page, let every stage
Advance Australia fair!
In joyful strains then let us sing,
"Advance Australia fair!"
When gallant Cook from Albion sail'd,
To trace wide oceans o'er,
True British courage bore him on,
Till he landed on our shore.
Then here he raised Old England's flag,
The standard of the brave;
With all her faults we love her still,
"Britannia rules the wave!"
In joyful strains then let us sing
"Advance Australia fair!"
Beneath our radiant southern Cross,
We'll toil with hearts and hands;
To make this youthful Commonwealth
Renowned of all the lands;
For loyal sons beyond the seas
We've boundless plains to share;
With courage let us all combine
To advance Australia fair.
In joyful strains then let us sing
"Advance Australia fair!"
While other nations of the globe
Behold us from afar,
We'll rise to high renown and shine
Like our glorious southern star;
From England, Scotia, Erin's Isle,
Who come our lot to share,
Let all combine with heart and hand
To advance Australia fair!
In joyful strains then let us sing
"Advance Australia fair!"
Shou'd foreign foe e'er sight our coast,
Or dare a foot to land,
We'll rouse to arms like sires of yore
To guard our native strand;
Britannia then shall surely know,
Beyond wide ocean's roll,
Her sons in fair Australia's land
Still keep a British soul.
In joyful strains then let us sing
"Advance Australia fair!"